# Knelpuntberoep

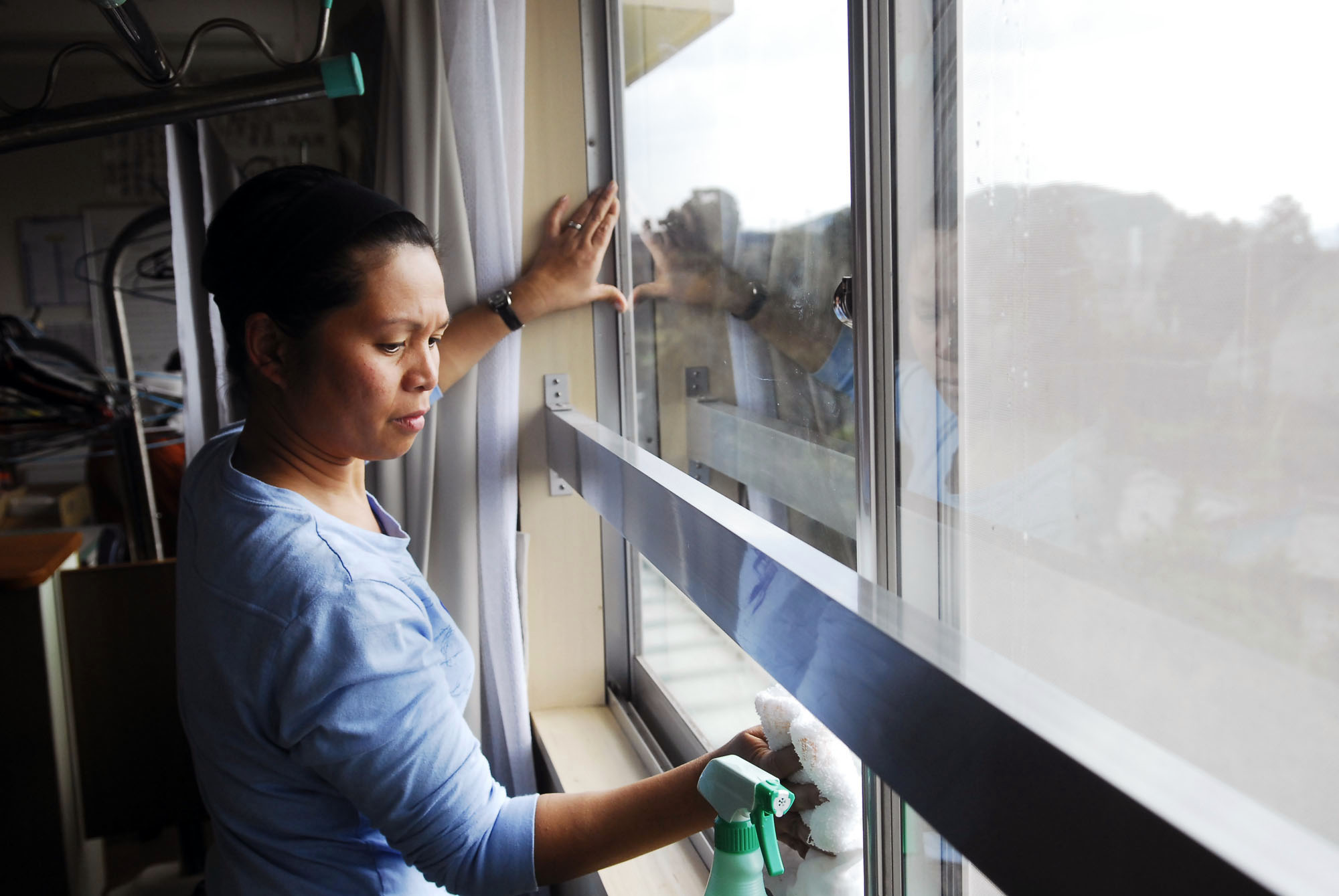
schoonma(a)k(st)er is een knelpuntberoep in België

De term knelpuntberoep wordt door de Vlaamse Dienst voor Arbeidsbemiddeling en Beroepsopleiding (VDAB) gehanteerd om beroepen aan te duiden waarvoor het moeilijk is vacatures te vervullen.
De VDAB kent twee lijsten met knelpuntberoepen. Een beroep kan omwille van drie oorzaken op een lijst komen:
- Kwantitatief tekort aan werknemers: Dit komt omdat er te weinig uitstroom is uit het onderwijs, er zijn te weinig studenten of scholieren die deze richting kiezen of de richting is onbestaande. Ruim 60% van alle knelpuntberoepen hebben deze oorzaak.
- Kwalitatief tekort aan werknemers: Er bieden zich in principe voldoende kandidaten aan om deze job in te vullen maar ze beschikken niet over de specifieke competenties en/of ervaring om deze job naar behoren te vervullen.
- Ongunstige arbeidsvoorwaarden: De werktijden zijn niet aantrekkelijk (weekendwerk, zeer onregelmatige diensten, opgesplitste diensten), zware fysieke belasting, stresserend en/of het loon is laag.

Er is een lijst knelpuntberoepen met een kwantitatieve oorzaak. De top 5 in 2013 en op basis van de hoeveelheid vacatures bestaat uit volgende beroepen: ingenieur (9194 vacatures), technicus (8968), informaticus (8852), verpleegkundige (6125), leerkracht secundair onderwijs (5890).
Er is een lijst knelpuntberoepen met een kwalitatieve oorzaak en/of ongunstige arbeidsomstandigheden. De top 5 in 2013 en op basis van de hoeveelheid vacatures bestaat uit volgende beroepen: schoonmaker (22.036 vacatures), vertegenwoordiger (5382), kelner (3944), filiaalhouder en -assistent (3489),  medewerker contactcenter (3533).
De lijst van knelpuntberoepen is van belang voor:
- Het soepeler omgaan met werkvergunningen (arbeidskaarten) voor werknemers die van buiten de EG komen en werknemers uit Kroatië (tot 30 juni 2015)
- Het vrijstellen van werkzoekende personen die een opleiding voor een knelpuntberoep volgen : Deze cursisten krijgen een vrijstelling om ingeschreven te zijn als werkzoekende en behouden toch hun uitkering tijdens de opleiding. Bovendien worden bepaalde opleidingskosten terugbetaald.

Na het einde van een kalenderjaar worden de vacaturegegevens van VDAB geanalyseerd en verwerkt tot een lijst van knelpuntberoepen, die in de loop van het volgende jaar wordt gepubliceerd. Hiervoor wordt een vastgelegde methodiek aangewend die onder andere rekening houdt met de tijd waarin een vacature ingevuld wordt (of verdwijnt uit de vacaturelijsten)en met het aantal ingevulde vacatures (binnen een bepaalde termijn) versus de niet ingevulde vacatures.
RVA leidt hieruit vervolgens een lijst van studierichtingen af die dan wordt gehanteerd voor het eerstvolgende academiejaar. De lijst met studierichtingen voor het academiejaar 2009-2010 is zo bijvoorbeeld gebaseerd op de vacatureanalyse van 2008.
In Nederland, bijvoorbeeld bij het Centraal Bureau voor de Statistiek, hanteert men de term: moeilijk vervulbare vacature.